# Odon Ier de Saint-Rémi
Odon Ier ou Eudes Ier fut supérieur de l'abbaye Saint-Remi de Reims d'avril 1118 à sa mort le 10 juin 1151.

## Carrière
D'abord profès de l'abbaye de la Sainte-Trinité de Morigny, près d'Étampes (fondée en 1095), il fut élu abbé de Abbaye Saint-Crépin-le-Grand de Soissons. À Morigny, le prieur Thiou fut élu deuxième abbé de la communauté en 1109 (à la mort de l'abbé Renaud), mais il se produisit une fronde contre son élection qui l'amena à renoncer, puis à se réfugier à Soissons auprès d'Odon, lequel le nomma prieur de son établissement. Quand Odon fut appelé à Saint-Remi de Reims, en avril 1118, pour succéder à l'abbé Azenaire, Thiou lui succéda comme abbé de Saint-Crépin.
À Saint-Rémi, établissement qui se trouvait dans un grand désordre, l'abbé Azenaire avait abdiqué, et c'est le cardinal Conon de Préneste, légat pontifical, qui avait appelé Odon à le remplacer. En 1126, l'abbé se rendit à Rome pour faire confirmer par le pape Honorius II une excommunication prononcée par Raymond (ou Renaud) de Martigné, archevêque de Reims : Guitier de Vitry était avoué de l'abbaye Saint-Remi, et il profitait de ce titre pour effectuer des extorsions sur les villages dépendant du monastère ; le pape confirma l'excommunication et l'interdit jeté sur ses terres. Le comte Guitier pria ensuite l'archevêque de lui ménager une réconciliation avec l'abbé. Dans son voyage de retour de Rome, Odon s'arrêta à la Grande Chartreuse, où il fut reçu par le prieur Guigues Ier, qui lui fit une grande impression. Revenu à Reims, il proposa à son chapitre d'établir une maison de chartreux dans le diocèse de Reims : ce fut l'origine de la chartreuse du Mont-Dieu (dont il posa la première pierre en 1132, et qui fut instituée officiellement en 1137).
Il fit un second voyage en Italie pour assister au concile de Pise (mai-juin 1135), convoqué à propos du schisme entre Innocent II et Anaclet. Il s'arrêta longuement, à l'aller, à l'abbaye de Cluny, auprès de Pierre le Vénérable, qui assista aussi au même concile ; les relations entre Saint-Remi et Cluny furent consacrées par une association de prières. Au retour, il faisait partie du groupe des prélats français qui furent arrêtés, molestés, dépouillés et jetés en prison à Pontremoli. En 1138, il se rendit à Cologne auprès de l'empereur Conrad III de Hohenstaufen, qui venait d'être élu et couronné.
L'abbé Odon fit orner l'église abbatiale de Saint-Remi d'un décor qui subsista jusqu'à la Révolution. L'élément le plus remarquable en était un pavage en mosaïque qui s'étendait dans le chœur monastique et sur les degrés du maître-autel. Cette décoration lui fut sûrement inspirée par ses deux voyages en Italie, où il put admirer des pavages intérieurs d'églises à décors figurés, et aussi par son séjour à l'abbaye de Cluny.
À sa mort, il fut enterré dans l'église de Saint-Remi, sur le côté gauche à la porte du chœur, vis-à-vis du tombeau de l'archevêque Raoul le Verd († 1124). On voyait sur le sien, outre son effigie, des représentations de chartreux tenant à la main des outils de maçon, pour marquer la construction de la chartreuse du Mont-Dieu. Le pape Eugène III le combla d'éloges dans une lettre qu'il adressa à l'abbé Hugues, son successeur.

## Textes conservés
On conserve trois textes de l'abbé Odon : d'une part, la charte de fondation de la chartreuse du Mont-Dieu ; d'autre part, deux lettres à des personnes particulières. L'une de ces lettres est adressée à l'abbé Wibald de Stavelot et se trouve dans la correspondance de ce dernier ; il y est question de la mort d'un certain Étienne, « notre moine » et « votre homme d'affaires ».
L'autre lettre est plus célèbre. Elle est adressée en 1122 à son ami Thomas de Morigny comme l'a montré récemment Bernard Gineste, qui l'a aussi traduite en français. Odon y rapporte qu'il a vu à Rome un mystérieux personnage appelé « Johannes Indiæ archiepiscopus », accompagné de deux ambassadeurs de l'empereur de Constantinople ; ce prélat (venu paraît-il demander à l'empereur un nouveau prince pour remplacer celui qui venait de mourir) prétendait que dans sa métropole, où était enterré saint Thomas, un grand fleuve dont elle était entourée se réduisait à sec tous les ans du huitième jour avant au huitième jour après la fête du saint, et qu'ayant fait exhumer le corps de l'apôtre, il remarqua avec étonnement que celui-ci lui tendait la main lorsqu'il se prosternait pour l'honorer, comme pour lui donner la communion, et il assurait que ce miracle se reproduisait chaque fois que des fidèles apportaient des offrandes, mais que quand des hérétiques se présentaient la main de l'apôtre demeurait fermée.
Cette lettre fait écho à un texte anonyme contemporain intitulé De adventu patriarchæ Indorum ad Urbem sub Calisto papa II, daté de 1122/23. Il est question également du même personnage dans la Chronique d'Aubry de Trois-Fontaines, qui, d'après des Gesta Calixti papæ, fait de lui un patriarche Jean venu demander au pape le pallium, et qui relate aussi le miracle de la main tendue. On ignore qui était ce personnage. Ces textes sont souvent cités comme ayant pu inspirer la légende du Prêtre Jean.
Une dizaine de documents en latin concernant Odon de Saint-Rémi ont été édités et traduits en français par Bernard Gineste en 2024.